# Kleiner Ring
Der Kleine Ring (tschechisch: Malé náměstí, früher / heute veraltet Ryneček = Malý rynek) ist ein kleiner dreieckiger Platz in der Prager Altstadt, der an seiner Ostseite unmittelbar an den Altstädter Ring anschließt. Der Kleine Ring diente im Mittelalter als Marktplatz und zählt zu den ältesten und kleinsten Plätzen in Prag. Dieser kleine malerische Ort bildet einen starken Kontrast zum monumentalen und weitläufigen Altstädter Ring.
Die den Platz umgebenden Häuser gehen bis auf die spätromanische Zeit zurück und lassen Umbauten in späteren Baustilen von der Gotik bis zu Renaissance und Klassizismus erkennen. Die Ostseite säumen mittelalterliche Laubengänge. Einige Häuser tragen alte Hauszeichen, z. B. das Haus Zum Weißen Löwen (U Bílého lva) Nr. 143/2, Haus Zur Goldenen Lilie (U Zlaté lilie) Nr. 458/12 und Haus Zum Schwarzen Röslein (U Černého koníčka) Nr. 456/14. Am Kleinen Ring eröffneten im 14. Jahrhundert die ersten Prager Apotheken, z. B. im Richterhaus (Richtrův dům) Nr. 459/11, im Haus Zur Goldenen Lilie (U Zlaté lilie) Nr. 458/12 und im Haus Zur Goldenen Krone (U Zlaté koruny) Nr. 457/13.
Über den Kleinen Ring führt der ehemalige Königsweg von der Altstadt zur Prager Burg.

## Bedeutende Bauten

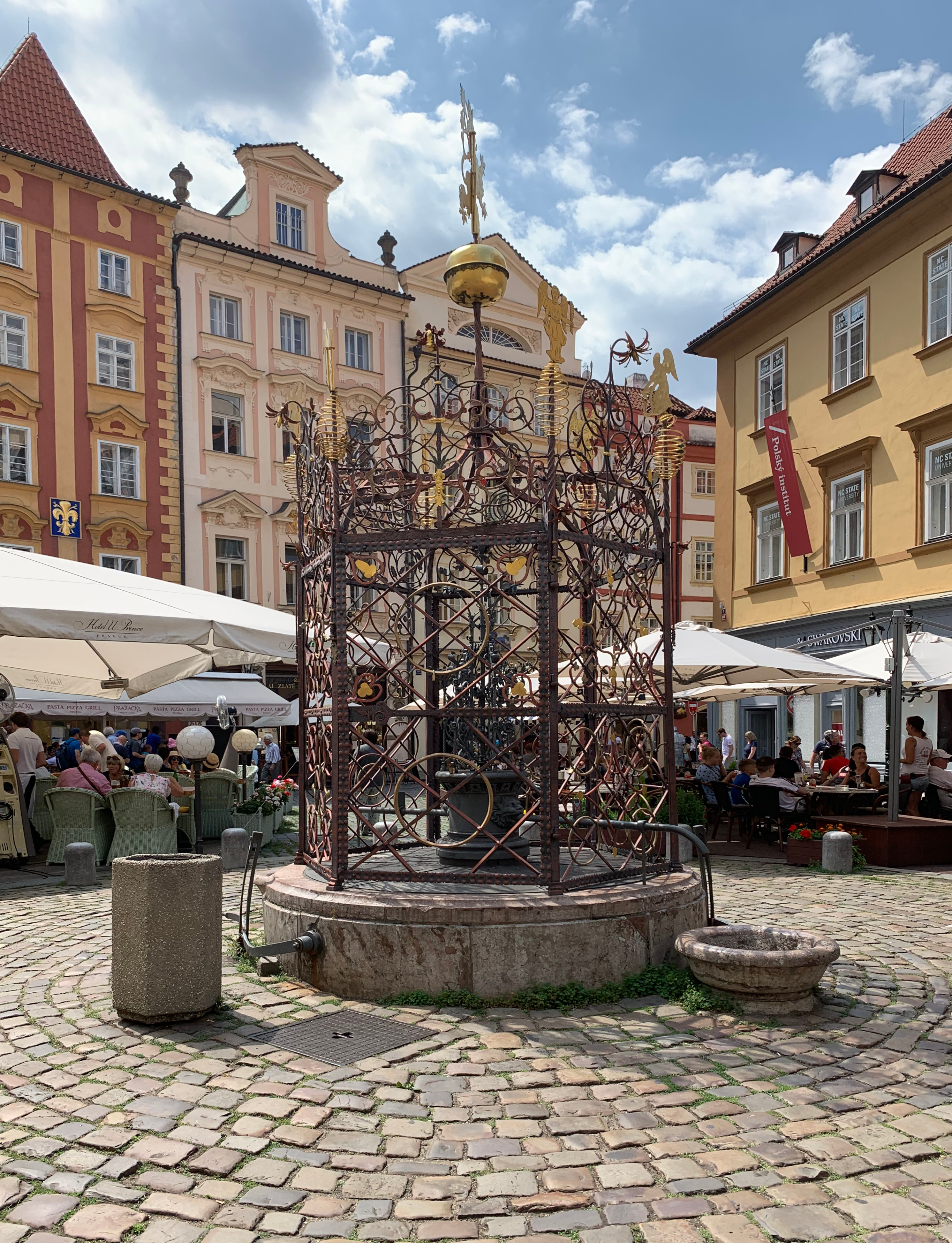
Brunnen mit handgeschmiedetem Renaissance-Gitter.

Der Platz wird von einem Brunnen aus dem 16. Jahrhundert beherrscht, dem ältesten erhaltenen Prager Brunnen. Auf dem Gitter auf der Südseite steht die Jahreszahl 1560. Der Marmorsockel trägt ein dekoratives schmiedeeisernes Renaissance-Gitter aus miteinander verflochtenen Kreisen und Spiralen. Das Gitter hat elf Felder, jedes Feld hat eine andere Dekoration. Die Ränder sind mit Engelfiguren verziert und das Gitterwerk überragt eine Turmkugel mit dem vergoldeten böhmischen Löwen. Sie wurden im 17. Jahrhundert ergänzt. Inhaber der hiesigen Metallwarenhandlung Vincenc Josef Rott sorgte in den 1880er Jahren für eine umfangreiche Sanierung des Gitters. Die letzte Sanierung des Brunnens fand in den 1990er-Jahren statt.
Das auffälligste und schönste Gebäude am Kleinen Ring ist das Haus Zu den drei weißen Rosen (U Tří bílých růží) Nr. 142/3 auf der Westseite, auch Rotthaus (Rottův dům) genannt. Seine heutige Form stammt vom Ende des 19. Jahrhunderts. Die Fassade schmücken reichhaltige Fresken mit Motiven aus Handwerk und Landwirtschaft, sie entstanden nach Zeichnungen des Malers Mikoláš Aleš. Bis zur kommunistischen Machtübernahme 1948 befand sich hier die weit bekannte Metallwarenhandlung V. J. Rott, der Name des Firma ziert noch heute die Fassade.
Im benachbarten Haus Zum Weißen Löwen (U Bílého lva) Nr. 143/2 befand sich die erste Prager Druckerei. Hier wurde im Jahr 1488 die sogenannte Prager Bibel gedruckt, es war die erste tschechische Bibelübersetzung. Über dem gotischen Portal hat sich das Hauszeichen – der böhmische Löwe – erhalten.
Im Richterhaus (Richtrův dům) Nr. 459/11 auf der Südseite, auch Haus Zum Blauen Hirsch (U Modrého jelena) genannt, befand sich im 14. Jahrhundert eine der ersten Prager Apotheken. Im Jahr 1882 hat man hier die erste Telefonzentrale in Prag eingerichtet, sie war bis 1902 in Betrieb. Im Jahr 1887 wurde hier die Endstation der ersten Trasse der Prager Rohrpost installiert. Bemerkenswert ist das auf das Ende des 18. Jahrhunderts zurückgehende klassizistische Portal.